# Waggonia (Loheland)

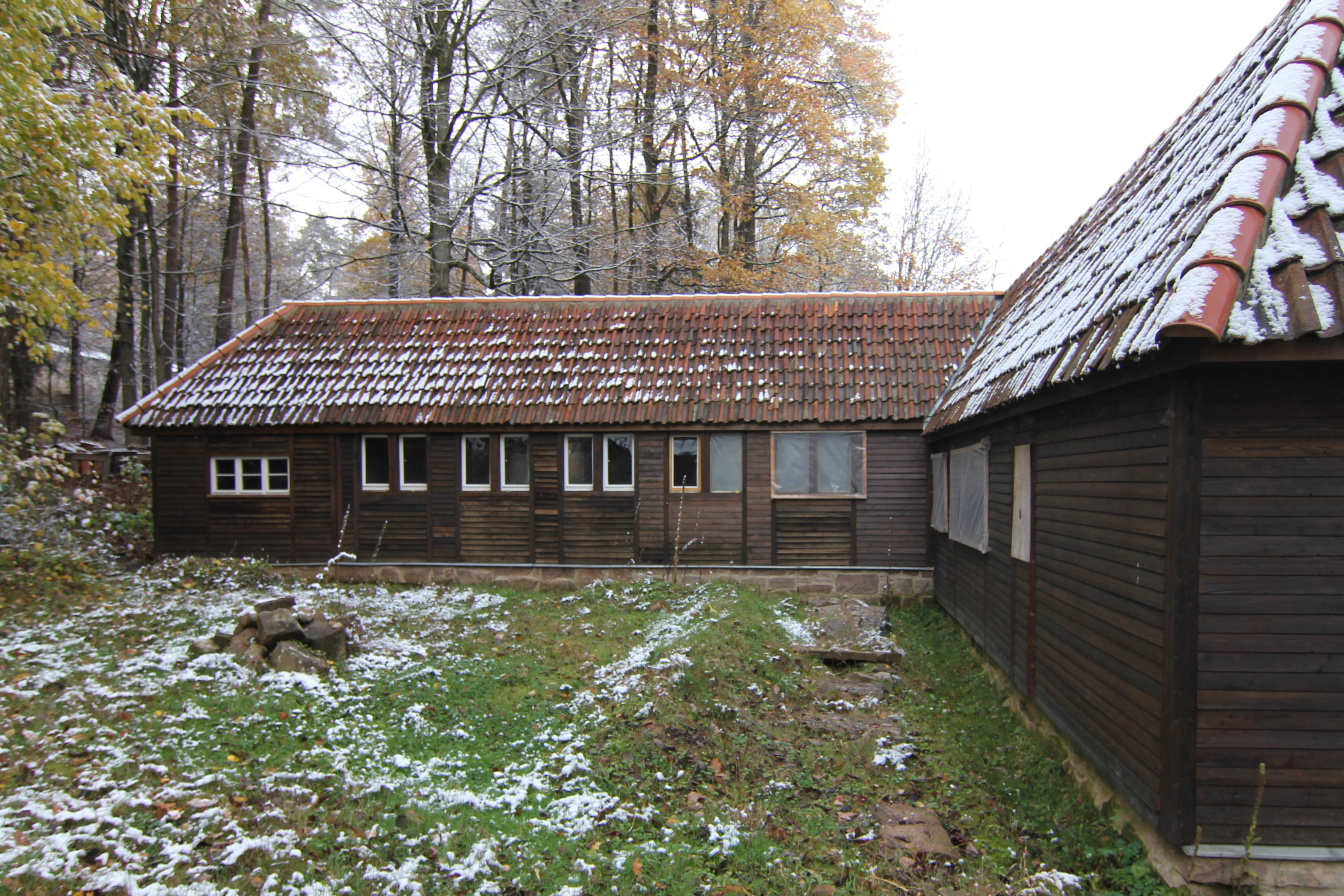
Waggonia, Südansicht 2022 auf Waggon 4, rechts Waggon 3

Die Waggonia in der Siedlung Loheland bei Fulda ist ein hessisches Kulturdenkmal im Bereich der Gesamtanlage Loheland. Es gehört zu den Werkstatt- und Wohngebäuden der ursprünglichen Frauensiedlung. Es ist ein Beispiel für die preisgünstige Umnutzung von Eisenbahnwaggons nach dem Ende des Ersten Weltkrieges.

## Lage
Das Gebäude steht in der Gemeinde Künzell bei Fulda. Die Streusiedlung Loheland liegt auf den Gemarkungen der Ortsteile Dirlos und Pilgerzell. Die Waggonia befindet sich neben dem Finslerhaus in einem der Lehre gewidmeten Bereich des Geländes. Der Rundbau und der Franziskusbau liegen in der Nähe.

## Geschichte
Am heutigen Standort der Waggonia sollte 1923 eigentlich eine Tischlerei eingerichtet werden. Dazu wurde in der Hochzeit der Inflation bereits der Platz gerodet und die Baugrube ausgehoben. Sie wurde von den Frauen scherzhaft als „Millionenloch“ bezeichnet. Der Werkstattbau kam nicht zustande. Stattdessen errichtete die Schule ein großes, beheizbares Zelt mit Holzfußboden. Es wurde von Februar bis November 1924 als Unterrichtsraum genutzt, war dann aber so undicht, dass es abgebaut werden musste.
Da die Raumnot groß war, erwarb die Lohelandschule für Körperbildung, Landbau und Handwerk 1925 vier ausrangierte Personenwagen von der Deutschen Reichsbahn, um preisgünstig Funktions- und Wohnflächen zu schaffen. Es waren drei Wagen der 4. Klasse, aus der Zeit zwischen 1880 und 1901, sowie ein Wagen der 2. Klasse, mit einem Baujahr zwischen 1890 und 1900, die von den Preußischen Staatseisenbahnen in Dienst gestellt worden waren. Als Architekt fungierte der von Louise Langgaard beauftragte Emil Hermann aus Fulda, ein Cousin von Carl Hermann. Das Geld war knapp, die Rechnungen wurden in Raten bezahlt und Louise Langgaard verhandelte erfolgreich über Preisreduzierungen. Die Dachpfannen waren schon damals eine Zweitverwendung.
Die Wagenkästen ohne Laufwerk wurden mit unerwartet hohen Kosten mit dem LKW nach Loheland transportiert und auf einem Sandsteinsockel aufgestellt. In den Räumlichkeiten errichteten die Frauen verschiedene Werkstätten, darunter die Schneiderei (1. Waggon), die Lederwerkstatt (3. Waggon) und eine Flickwerkstatt (2. Waggon). Der Verkauf der Waren aus den eigenen Werkstätten war in den Zwischenkriegsjahren ein finanzielles Standbein der Lohelandschule. Weiter wurden die jungen Schülerinnen in den Werkstätten kreativ sowie handwerklich ausgebildet und erwarben Berufsabschlüsse als Voraussetzung für ein selbstbestimmtes, finanziell gesichertes Leben.
Valerie Wizlsperger arbeitete hier in der 1926 eingerichteten Lichtbildwerkstatt Loheland (3. Waggon), experimentierte mit dem Medium Fotografie und dokumentierte die Aktivitäten der Gymnastikschule sowie die Waren aus den Werkstätten fotografisch. Die Musikerin Thea von Heinleth bezog einen weiteren Raum (4. Waggon). In zwei kleinen Kammern wurden Schülerinnen untergebracht. Die Heizung war in einem kleinen Keller angeordnet.

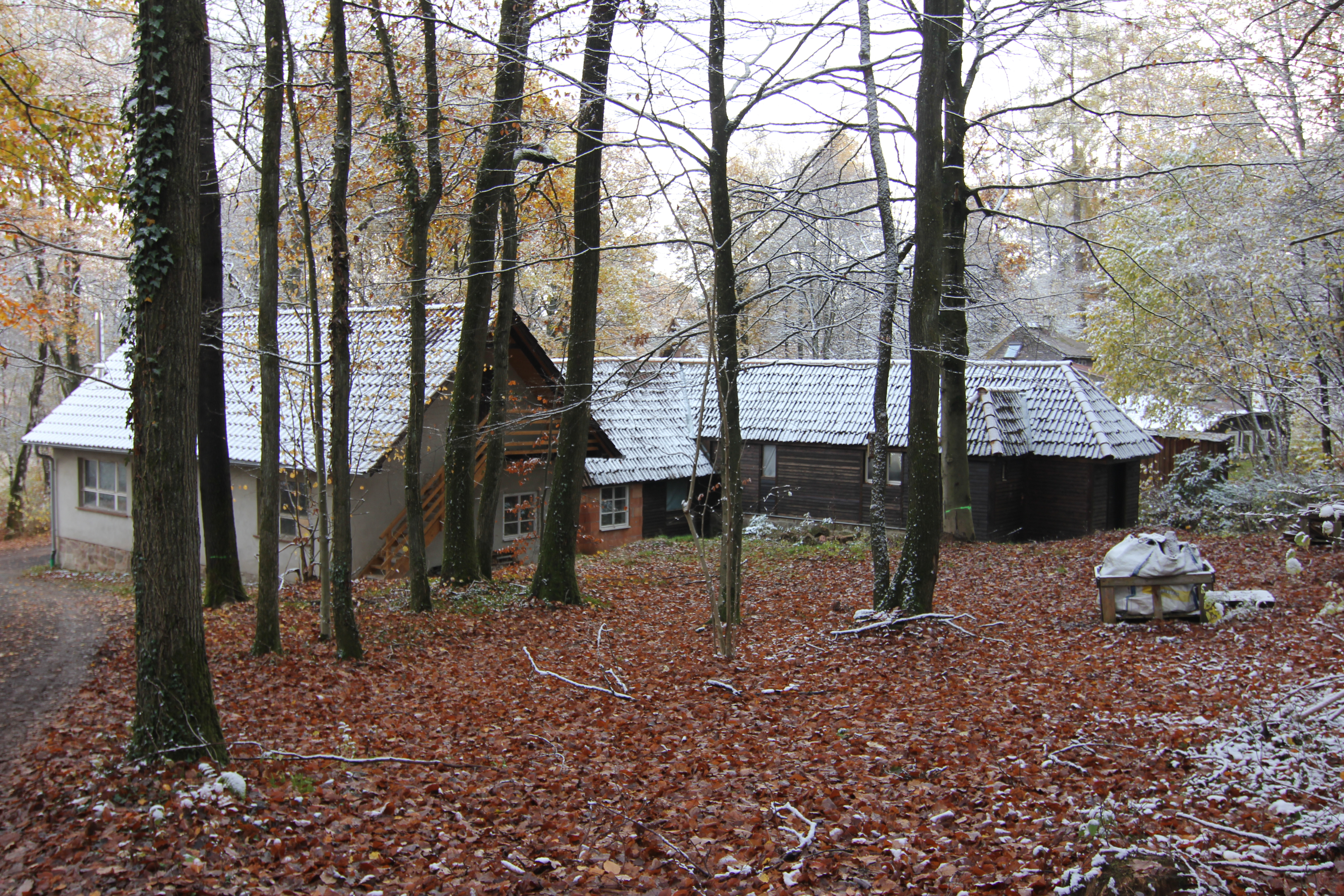
Waggonia, Nordansicht 2022 mit neueren Anbauten

In den 1930er Jahren wurden erste Anbauten an die Waggonia errichtet. Es entstand eine vegetarische Hundeküche für die auch in Übersee bekannte Doggenzucht. In der zweiten Hälfte des 20. Jahrhunderts wurden die Fenster und die Sanitärbereiche verändert. Nach der Aufgabe der Werkstätten wurden ab Mitte der 1970er Jahre weitere Wohnräume eingerichtet, die bis 2009 von den Schülerinnen der Gymnastikschule bewohnt wurden.
Das ursprüngliche Waggon-Gebäude war nach den Umbauten kaum mehr erkennbar. Erst die in 2013/14 durchgeführte bauhistorische Untersuchung erbrachte detaillierteres Wissen über die historischen Waggonbauten und ihren Bauzustand.

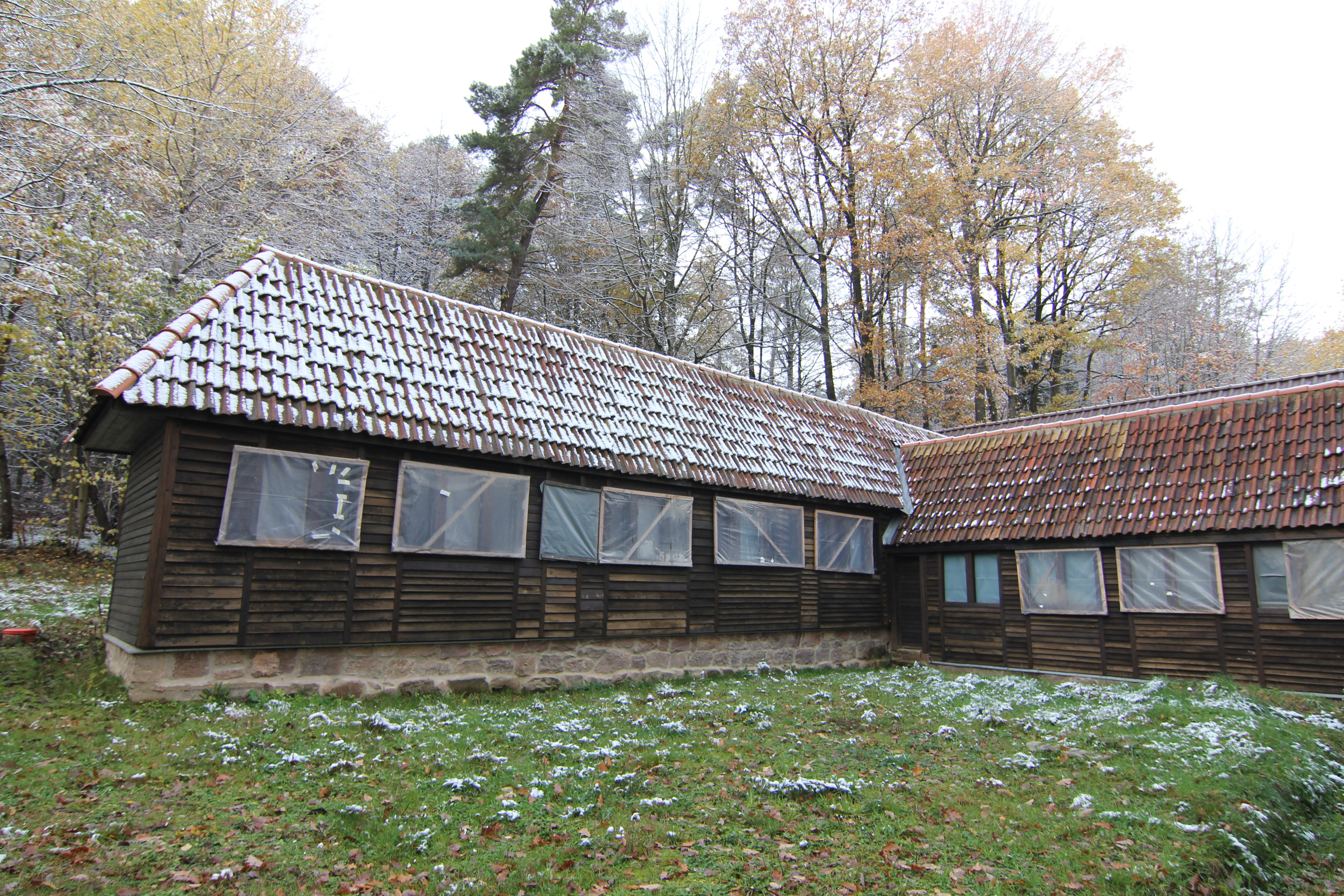
Waggonia, Innenhof 2022 während der Restaurierung, links Waggon 3, rechts Waggon 2

Ab 2017 begannen Restaurierungsarbeiten in Abstimmung mit den Denkmalbehörden. Ziel der Arbeiten war es, nicht nur den Bestand zu sichern, sondern wieder den ursprünglichen Zustand aus den Jahren 1925/26 herzustellen. Die Ziegeleindeckung, die äußere Holzverkleidung sowie die innere Raumhülle wurden komplett demontiert. Die originale Blechverkleidung der Wagen wurde im Jahr 2019 konserviert. Darauf wurde die historische Holzschalung wieder angebracht. Auch das Dach wurde, soweit möglich, wieder mit den alten Hohlpfannen eingedeckt. Nach der Freilegung der Sockel wurde 2018 die innere Fußbodenkonstruktion restauriert. Fenster, die nicht bauzeitlich waren, wurden entfernt und die ursprüngliche Fenstergliederung wiederhergestellt. Waggonschiebefenster, die noch erhalten waren, wurden in der heutigen Loheland-Schreinerei restauriert. Fehlende Fenster wurden nach alten Vorbild rekonstruiert. Die innere, originale Holzverkleidung wurde freigelegt und in Stand gesetzt. Noch 2022 waren nicht alle Detail fertig gestellt. Die Loheland-Stiftung wurde für die Maßnahmen von der Deutschen Stiftung Denkmalschutz, dem Landesamt für Denkmalpflege Hessen sowie mit Bundesmitteln gefördert.
Das Gebäude ist ein Kulturdenkmal gemäß § 2.1 Hessisches Denkmalschutzgesetz innerhalb der Gesamtanlage Loheland gemäß § 2.2.1 Hessischen Denkmalschutzgesetz. Die Jugendbauhütte Hessen-Marburg beteiligte sich mit Freiwilligendiensten.

## Beschreibung
Die Waggons wurden raumbildend aufgestellt. Die Waggons eins, zwei (beide ehemals 4. Klasse, Plattform-Durchgangswagen) und drei (ehemals 2. Klasse, dreiachsiger Abteilwagen, im Original mit 5 Abteilen und zwei Aborten) wurden in U-Form um einen nach Süden offenen Innenhof platziert. Der Waggon vier (ehemals 4. Klasse) wurde am äußeren Ende einer Längsseite von Waggon drei so aufgestellt, dass Wagen drei und vier eine L-Form zur Bergseite bilden. An den Köpfen der Wagen eins und zwei sowie der Wagen zwei und drei wurden Verbindungsbauten (Holzständer mit Mauerwerksfüllung) errichtet. Über allen Bereichen brachte man ein steiles, abgewalmtes Satteldach an. Dazu wurden abgerundete Schwellen auf den Wagendächern angebracht, die auf die Wölbung der Waggondächer angepasst waren. Die ebenfalls über alle Bereiche verbindende Holzverschalung erfolgte in horizontaler Ausrichtung. Auf Grund des geneigten Geländes liegt der Fußboden der Waggons auf unterschiedlichen Höhen. Im inneren gibt es deshalb Ausgleichsstufen. Die Schiebefenster der Waggons wurden übernommen. Sie ließen sich über Führungsschienen nach unten in einen unter dem Fenster liegenden Hohlraum versenken und so öffnen. Der Innenausbau erfolgte überwiegend aus preisgünstigem Sperrholz.
Das Gebäude erweckte von außen den Eindruck, es handele sich um einen Holzbau. Durch die Form der hofartigen Aufstellung, die Einbindung des Standorts in den Wald, durch das Steildach und die Fassaden sollte der Eindruck, es handele sich um eine unzulängliche Baracke, vermieden werden. Im Inneren war das Gebäude jedoch eindeutig als umgenutzter Waggon erkennbar. Die Waggontüren, Aborte und technische Details wie Beschläge waren deutlich zuordenbar.

### Schneiderei
1927 entstand im Wagen eine Schneiderei-Lehrwerkstatt unter der Leitung einer Schneidermeisterin. Neben den jungen Frauen der Lohelandschule für Körperbildung, Landbau und Handwerk arbeiteten hier auch Auszubildende und Frauen aus der Umgebung. Im Waggon waren alle Zwischenwände und Bänke entfernt worden. Durch die Fenster an beiden Seiten war der lange, schmale Raum hell. Die Oberlicht-Laternen der Züge verloren mit dem darüber liegenden Dach ihre Funktion und bekamen eine innere Verschalung. An einer Seite des Innenraumes standen der große Zuschneidetisch sowie kleine Arbeitstische. Gegenüber waren die Nähmaschinen aufgestellt. Am Ende des Raumes befanden sich hinter einer Tür Schränke mit Stoffen und Nähzubehör. Der Waggon wurde über einen winzigen Vorraum betreten, in dem die Schuhe ausgezogen wurden.
In der Schneiderei wurden die Stoffe der Loheland-Weberei verarbeitet, die bereits acht Jahre vor der Schneiderei bestand. An die Kleidungsstücke wurden bezüglich Material und Schnitt hohe Ansprüche gestellt. Es wurde eine Loheländer Variante von später Reformkleidung gefertigt. Daneben entstand Gymnastikbekleidung für den Unterricht sowie Seidenkleidung für besondere Anlässe.

### Lichtbildwerkstatt
Louise Langgaard schätzte das technische und künstlerische Potential der Fotografie, aber auch die Eignung als Werbemittel. Obwohl bereits bei der Gründung der Siedlung an die Errichtung eines Ateliers gedacht wurde, konnte erst 1924 im Rundbau eine Werkstatt in Betrieb gehen. Bis dahin wurden externe Fotografen mit Werbeaufnahmen beauftragt, wie beispielsweise Rudolf Koppitz. Nach dem Ankauf der Waggons wurde das Fotoatelier in der Waggonia eingerichtet und 1926 gewerblich angemeldet. Auch hier wurde ausgebildet.
Valerie Wizlsperger absolvierte in Loheland eine Gymnastikausbildung und baute die Lichtbildwerkstatt als Autodidaktin auf. Sie erreichte mit ihrer Arbeit große Bekanntheit. Die Werke wurden beispielsweise 2007 im Bauhaus-Archiv ausgestellt. Nachdem Wizlsperger 1939 Verwaltungs- und Leitungsfunktionen für Loheland übernommen hatte, kam die professionelle fotografische Tätigkeit zu einem Ende, die Werkstatt wurde allerdings erst 1982 geräumt.

### Lederwerkstatt
Seminaristinnen der Lohelandschule für Körperbildung, Landbau und Handwerk fertigten vor der Errichtung der Werkstatt aus Eigeninitiative Ledertaschen, um damit zur Finanzierung des Fanziskusbaus beizutragen. 1925 wurde dazu ein Gewerbe angemeldet und nach dem Aufbau der Waggonia wurden auch Auszubildende aufgenommen. Es wurden Ledertaschen, Geldbörsen, Gürtel und ähnliches in schlichter, funktionaler Gestaltung gefertigt. Diese Werkstatt wurde fast gleichzeitig mit der Schneiderei aufgelöst und in den 1970er Jahren zu Wohnräumen umgenutzt.

### Wohn- und Musikräume
1926 wurde Thea von Heinleth in Loheland aufgenommen. Sie brachte eine musikalische Ausbildung mit, absolvierte aber auch selbst eine Gymnastikausbildung. Nach deren Ende übernahm sie den Musikunterricht der Schule mit Gehörausbildung, Gesangs- und Instrumentalunterricht sowie Kompositionsübungen. Heinleth komponierte selbst. Über 150 Lieder sowie Solo-, Kammer- und Orchesterstücke sind erhalten. Sie leitete die Chor- und Orchesterarbeit inklusive der Konzerte. Sie lebte bis zu ihrem Tod im Jahr 1994 in der Waggonia. Ihr Bereich war einfach aber wohnlich mit kleiner Teeküche, einem Bett aus den Loheland-Werkstätten, Schreibtisch, Regal, Klavier und Sessel eingerichtet.